# Warkaciszki (sielsowiet Komaje)
Warkaciszki – dawna wieś. Tereny, na których była położona, leżą obecnie na Białorusi, w obwodzie witebskim, w rejonie postawskim, w sielsowiecie Komaje.

## Historia
W czasach zaborów zaścianek w okręgu wiejskim Mirkliszki, w gminie Hoduciszki, w powiecie święciańskim, w guberni wileńskiej Imperium Rosyjskiego. W 1905 roku liczył 3 mieszkańców, 3 dziesięciny.
W latach 1921–1945 zaścianek leżał w Polsce, w województwie wileńskim, w powiecie święciańskim, w gminie Hoduciszki.
W 1931 razem z zaściankiem w 8 domach zamieszkiwało 27 osób.
Wierni należeli do parafii rzymskokatolickiej w Wasiewiczach. Miejscowość podlegała pod Sąd Grodzki w Hoduciszkach i Okręgowy w Wilnie; właściwy urząd pocztowy mieścił się w Hoduciszkach.